# 圣诺哥
圣诺哥（英語：Senoko) 是位于三巴旺新市镇里的工业区。

## 名字由来
圣诺哥最早的历史记载是在1830年的杰克逊蓝图中的“Simko”河。“Simko”河的马来语名称为“Senoko”河，翻译为中文就是圣诺哥河。圣诺哥河的附近地带因此命名为圣诺哥。

## 重要设施
- 圣诺哥发电站(新加坡最大的发电站，由圣诺哥能源公司管理)。[1]
- 圣诺哥渔港－新加坡两大渔港之一(另一个则是裕廊渔港)。[2]

### 书籍
- Victor R Savage, Brenda S A Yeoh (2004), Toponymics - A Study of Singapore Street Names, Eastern University Press, ISBN 981-210-364-3